# Puffinus kanakoffi
Puffinus kanakoffi je izumrla vrsta morske ptice iz porodice zovoja. Živjela je za vrijeme pleistocena. Obitavala je na zapadu Sjeverne Amerike. Ne zna se puno o njoj, jer postoje samo njezini fosilni ostaci elemenata udova (lijevi tarzometatarzus).